# 泰特冰川 (阿蒙森海岸)
泰特冰川（英語：Tate Glacier），是南極洲的冰川，位於阿蒙森海岸，處於毛德王后山脈地區，美國地質調查局根據測量和該國海軍的空中照片繪入地圖，現時由南極條約體系管理。